# 腺柄山矾
腺柄山矾（学名：Symplocos adenopus）为山矾科山矾属下的一个种。

## 扩展阅读
- 維基物種上的相關：腺柄山矾